# Agrilus exilistis
Agrilus exilistis é uma espécie de inseto do género Agrilus, família Buprestidae, ordem Coleoptera.
Foi descrita cientificamente por Strand, 1917.